# Pauw & Witteman
Pauw & Witteman was een latenighttalkshow op televisie van omroep VARA. Het programma werd gepresenteerd door Jeroen Pauw en Paul Witteman. Er werd gediscussieerd over actuele nieuwsonderwerpen met vaak een of meer gasten uit de politiek aan tafel. Het programma werd van september tot en met mei elke werkdag omstreeks 23.00 uur rechtstreeks uitgezonden op Nederland 1.

## Geschiedenis
Voorloper van Pauw & Witteman was Woestijnruiters, een praatprogramma met Pauw en Witteman dat elke zondag werd uitgezonden met gasten uit het nieuws. In het seizoen 2006/2007 begon het dagelijkse praatprogramma. De eerste uitzending was op maandag 4 september 2006, als opvolger van het populaire RTL 4-programma Barend & Van Dorp, dat toen net gestopt was. Aanvankelijk werd het programma geproduceerd door zowel de VARA als de NPS, maar nadat de NPS in september 2010 met andere omroepen was gefuseerd, werd Pauw & Witteman vanaf het vijfde seizoen alleen door de VARA geproduceerd.
De eerste vier seizoenen werden uitgezonden vanuit Studio Plantage in Amsterdam. Vanaf seizoen vijf werd dit het studiopark in de oude Westergasfabriek in Amsterdam.
Vanaf 2007 vulde Knevel & Van den Brink, een praatprogramma van de EO gepresenteerd door Andries Knevel en Tijs van den Brink, het gat dat door de zomerstop bestond. In januari 2014 werd Pauw & Witteman voor het eerst ook tijdens de winterstop drie weken vervangen door Knevel & Van den Brink.
In oktober 2009 is een dvd verschenen, Pauw & Witteman in 350 minuten, met hoogtepunten uit de eerste drie seizoenen.
In de periode maart/april 2010 werd het programma enkele weken door Jeroen Pauw alleen gepresenteerd, omdat collega Witteman wegens ziekte verhinderd was.
De aflevering op 30 april 2013 na de troonwisseling was tot dan toe de best bekeken aflevering van het programma.
Na acht seizoenen en 1302 afleveringen, was op 23 mei 2014 de laatste uitzending: extra lang, twee uur durend, met een terugblik op een aantal spraakmakende hoogte- en dieptepunten, met gasten van toen. Op 1 september 2014 begon het nieuwe praatprogramma, van alleen Jeroen Pauw, met als titel Pauw.

## Programma
Meestal waren er vier gasten, maar dit kon variëren. Vaak terugkerende gasten waren bijvoorbeeld Bart Chabot en Peter R. de Vries. Ook kwam het soms voor dat er slechts één gast in de uitzending zat, bijvoorbeeld de minister-president of de minister van Financiën. De gast die het vaakst aanschoof was Frits Wester (46 keer).
Halverwege de uitzending was er de 'Zapservice', waarbij nieuwsflitsen en/of opmerkelijke fragmenten van andere programma's werden vertoond. Na het laatste NOS Journaal werd de uitzending nog eens herhaald en ook nog eens de volgende werkdag rond 16.00 uur.
De intro-muziek van het praatprogramma is afkomstig van het nummer You Don't Know van Defunkt.
Eindredacteur was Herman Meijer.